# Мощность континуума
Мощность континуума — мощность (или кардинальное число) множества всех вещественных чисел. Обозначается строчной латинской буквой c во фрактурном начертании: {\displaystyle {\mathfrak {c}}}. Континуальное множество — множество можности контнинуума. Континуум в топологии — связное компактное хаусдорфово топологическое пространство — равномощен множеству всех вещественных чисел; в связи с этим иногда континуумом называют всякое континуальное множество или же собственно мощность континуума.
Мощность континуума, как мощность булеана счётного множества, является бесконечной мощностью, превосходящей счётную. В теориях множеств с аксиомой выбора, в том числе в ZFC, континуум, как и любая бесконечная мощность, является алефом, и, при обозначении ординального номера континуума в ряду алефов буквой {\displaystyle \zeta } ({\displaystyle {\mathfrak {c}}=\aleph _{\zeta }}), выполняется {\displaystyle \zeta >0}, то есть {\displaystyle \aleph _{0}<\aleph _{1}\leqslant \aleph _{\zeta }={\mathfrak {c}}}. Предположение, что не существует мощностей, промежуточных между счётной и континуумом, называется континуум-гипотезой. В теории множеств с аксиомой выбора она формулируется, как {\displaystyle {\mathfrak {c}}=\aleph _{1}} или {\displaystyle \beth _{1}=\aleph _{1}} или {\displaystyle \zeta =1}, где {\displaystyle \zeta } — ранее введённый номер континуума в ряду алефов. Обобщённая континуум-гипотеза формулируется, как {\displaystyle \beth _{\xi }=\aleph _{\xi }} для любого ординала {\displaystyle \xi }.

## Свойства
В ряду бесконечных булеанов {\displaystyle \beth _{\xi }} мощность континуума — {\displaystyle {\mathfrak {c}}=\beth _{1}}. Счётная декартова степень континуального множества имеет мощность континуума: {\displaystyle {\mathfrak {c}}^{\aleph _{0}}={\mathfrak {c}}}, и, следовательно, любая ненулевая конечная декартова степень континуума — также континуальна: {\displaystyle {\mathfrak {c}}^{n}={\mathfrak {c}}}.
В теории множеств с аксиомой выбора мощность объединения не более чем континуального семейства множеств, каждое из которых само не более чем континуально, не превосходит континуума, то есть {\displaystyle \aleph _{\zeta +1}={\mathfrak {c}}^{+}} регулярен.
Мощность объединения не более чем счётного семейства не более чем счётных множеств не более чем счётна, то есть сечение класса мощностей (как большого частичного порядка), нижний класс которого есть не более чем счётные мощности, непреодолимо «по Пифагору», то есть в теории множеств с аксиомой выбора {\displaystyle \aleph _{1}} регулярен. Как следствие, континуум (как и {\displaystyle \aleph _{1}}) недостижим «по Пифагору» от не более чем счётных мощностей — не может быть получен объединением не более чем счётного числа не более чем счётных.
При разбиении континуального множества на конечное или счётное число частей хотя бы одна из частей будет иметь мощность континуум. Как следствие, в теории множеств с аксиомой выбора конфинальность континуума — несчётна.

## Примеры
Любой непрерывный отрезок вещественной прямой равномощен всему множеству вещественных чисел, поэтому мощность континуума имеют все точки вещественной прямой {\displaystyle (-\infty ,+\infty )} (множество вещественных чисел {\displaystyle \mathbb {R} }). По свойству счётной степени континуума все точки плоскости {\displaystyle \mathbb {R} ^{2}}, {\displaystyle n}‑мерного пространства {\displaystyle \mathbb {R} ^{n}}, гильбертова пространства {\displaystyle \mathbb {R} ^{\infty }} — континуумы. Континуальны множество всех иррациональных чисел, множество всех трансцендентных чисел.
Множество всех подмножеств счётного множества имеет мощность континуума; континуально множество всех частичных порядков на счётном множестве. Множества всех счётных множеств натуральных чисел и вещественных — континуальны.
Множество всех непрерывных функций {\displaystyle \mathbb {R} \to \mathbb {R} } континуально; при этом множество всех возможных функций из {\displaystyle \mathbb {R} } в {\displaystyle \mathbb {R} } имеет мощность {\displaystyle 2^{\mathfrak {c}}}.
Множества всех открытых, всех замкнутых, всех борелевских подмножеств евклидова пространства обладают мощностью континуума.
Канторово множество — исторически первый пример дисконтинуума — континуально.